# Ferulago antiochia
Ferulago antiochia là một loài thực vật có hoa trong họ Hoa tán. Loài này được Saya & Miski mô tả khoa học đầu tiên năm 1985.